# Artaban IV. Partski
Artaban IV. Partski (? - 224.) bio je pretposljednji vladar Partskog Carstva. Bio je najmlađi sin kralja Vologaza V., kojeg je nakon smrti 208. naslijedio Artabanov stariji brat Vologaz VI. Između 208. i 214. je Artaban protiv Vologasa u Mediji digao ustanak i najveći dio Carstva postupno stavio pod svoj nadzor. Godine 216. je partski građanski rat nastojao iskoristiti rimski car Karakala koji je poduzeo veliki pohod, završen njegovim ubojstvom u travnju 217. Artaban je Karakalinog nasljednika uspio poraziti u bitci kod Nisibisa i prisiliti ga na pristanak na mirovni ugovor kojim je Rim bio dužan predati ranije osvojene teritorije. Uspjehe protiv Rimljana, međutim, nisu slijedili uspjesi protiv perzijskog velmože Ardašira koji je krenuo u pohod protiv viševjekovne partske vlasti. Oko 224. godine Artaban je poražen od Ardašira. Njegov brat se Vologas se u Mezopotamiji održao sve do 228. kada je i njegov teritorij pripojen novoosnovanom Sasanidskom Carstvu.